# 犬吠埼の白亜紀浅海堆積物

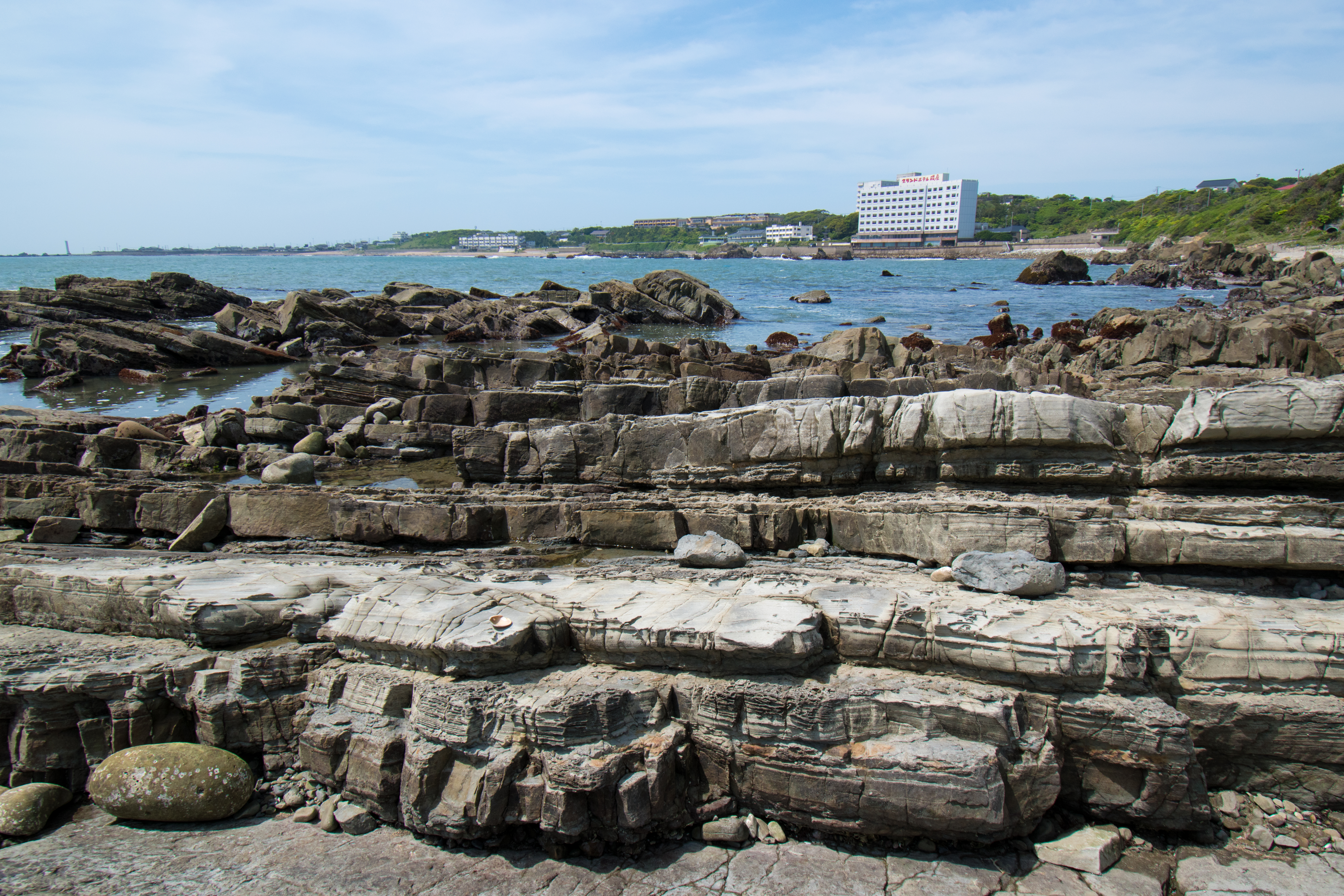
犬吠埼の白亜紀浅海堆積物。2018年5月頃撮影。

犬吠埼の白亜紀浅海堆積物（いぬぼうさきのはくあきせんかいたいせきぶつ）は、千葉県銚子市犬吠埼9578-10周辺にある白亜紀の地層。
中生代白亜紀の地層である銚子層群に属するアプチアン期の地層犬吠埼層の露頭。新第三紀以降の地層が中心の房総半島において白亜紀という比較的古い時代の地層を見ることが可能な珍しい場所であり、その砂岩層の表面では化石漣痕が観察される。2002年（平成14年）に指定基準「岩石、鉱物及び化石の産出状態」等に該当するものとして、国の天然記念物に指定された。

## 解説
この地層が含まれる犬吠埼層（いぬぼうさきそう）は、アプチアン期（現在から1億1900万年から1億1300万年前）の地層であり、中生代白亜紀（現在から1億4000万年から6500万年前）の地層である銚子層群（ちょうしそうぐん）の一部となっている。日本の関東以西においては、白亜紀の地層は東西に連続的に分布しているので、銚子市東部に分布する銚子層群はその東端にあたる。銚子層群は下から順に、海鹿島層、君ヶ浜層、犬吠埼層、酉明浦層、長崎鼻層の地層で構成され、砂岩や礫岩、砂岩と泥岩との互層などの堆積物が主に含まれている。地層の中からは、当代を生きたアンモナイト類を始めとする軟体動物の化石が産出される。
房総半島に分布する地層はそのほとんどが新第三紀以降の新しく柔らかな地層であるため、中生代以前の白亜紀の古く堅い地層は珍しい。また、銚子地域における堅い地層の露出が銚子を海食から守ったとも考えられている。白亜紀程度の古さの地層が見られるのは犬吠埼灯台下海岸のこの場所が関東地方で唯一である。この犬吠埼周辺の地層からもアンモナイトの化石が掘り出されることがある。
犬吠埼層を構成するのは細粒・中粒砂岩および細粒・中粒砂岩と泥岩との互層で、特に地層の上部ほど泥岩を挟む割合が大きくなる。そしてその上部の砂岩層の表面には、波長4 - 7センチメートル、波高3 - 6ミリメートル程のさざ波が打ち付けた痕跡（漣痕、リップルマーク）が平行かつ規則正しい形で並んで残っており、これは浅海の海底の堆積物特有の構造である。漣痕の地層は、砂で形成された波の痕跡の上に、河川洪水により運ばれた泥が静かかつ急速に覆い被さるようにして積もることによって保存されたのが、土地の隆起により浸食・風化を受け、泥層が剥ぎ取られることにより、露出するものである。
また、漣痕が見られる砂岩層の内部には、嵐により生じた激しい海流の中で運ばれた砂によって形成された波長の長い斜交層理を観察することができ、このような層理は「ハンモック状斜交層理」とも呼称される。砂岩と泥岩との互層部分には、炭化した植物遺骸や琥珀が含まれていることがある。
1974年（昭和49年）3月19日に地層の表面の漣痕が「犬吠埼の化石漣痕」として千葉県の天然記念物に指定された。2002年（平成14年）3月19日には、指定基準「岩石、鉱物及び化石の産出状態」「地層の整合及び不整合」および「生物の働きによる地質現象」に該当するものとして、国の天然記念物に指定されている。さらに、2006年（平成18年）3月14日には犬吠埼層から産出されるアンモナイトの化石が千葉県の天然記念物に指定された。標本は銚子市立高神小学校に5標本6点が保管されている。

## 交通アクセス
所在地
- 千葉県銚子市犬吠埼9578-10ほか[3]

交通
- 銚子電気鉄道犬吠駅より徒歩10分[5][8]

## 参考資料
- 千葉県教育委員会 編『千葉県の文化財』千葉県教育委員会、1990年。
- 財団法人 千葉県史料研究財団 編『千葉県の自然誌 本編1 千葉県の自然』千葉県〈県史シリーズ40〉、1996年。
- 千葉県教育庁 編『ふさの国の文化財総覧　第二巻』千葉県教育庁、2004年。